# Juan Francisco Sarasti Jaramillo
Juan Francisco Sarasti Jaramillo (Cali, 30 de julio de 1938-Cali, 25 de febrero de 2021) fue un eclesiástico católico colombiano, miembro de los Eudistas. Fue arzobispo de Cali, entre 2002 y 2011.

## Biografía

### Primeros años y formación
Nació el 30 de julio de 1938, en la ciudad colombiana de Cali; siendo el hijo primogénito en el hogar formado por el ingeniero Francisco Sarasti Aparicio y Esther Jaramillo.
Realizó su formación primaria en el Colegio San Luis Gonzaga, de los Hermanos Maristas, en Cali. 
Ingresó luego al Seminario Menor de Cali, dirigido entonces por los padres eudistas, que en ese momento funcionaba en el vecino municipio de Bitaco (Valle), para cursar allí sus estudios de bachillerato. 
Realizó sus estudios superiores de Filosofía, en la Pontificia Universidad Javeriana de Bogotá, ahí obtuvo la licenciatura.
Fue enviado a realizar sus estudios superiores de Teología. En 1963 obtuvo, de la Pontificia Universidad Gregoriana, la licenciatura en Teología. Durante su permanencia en Roma como estudiante adelantó también una especialización en Mariología en el Pontificio Instituto Marianum.

### Vida religiosa
En 1955, ingresó en Bogotá en los padres eudistas, en el Seminario Valmaría. El 7 de febrero de 1955, firmó su ingreso a la Probación. El 6 de abril de 1959 se Incorporó a los padres eudistas. 
El 30 de marzo de 1959 fue ordenado sacerdote para los padres eudistas, en Roma.
A lo largo de su ministerio ha desempeñado los siguientes cargos Pastorales:
- Formador y director en el Seminario de Santa Rosa de Osos.
- Rector del Seminario de Santa Rosa de Osos (1971-1974).
- Prefecto de Estudios y profesor del Seminario de Pasto.
- Formador y director en el Seminario de Pasto.

Trabajó también en el Juniorato eudista de San Pedro. 
- Director de la Probación en Valmaría.
- Maestro de novicios de los padres eudistas (1968).
- Consejero general residente de los padres eudistas, en Roma (1969-1970).
- Director del Secretariado de Seminarios y Vocaciones de la CEC (1975-1978).

## Episcopado
El 8 de marzo de 1978, el papa Pablo VI lo nombró obispo titular de Egara y obispo auxiliar de Cali. Fue consagrado el 6 de mayo del mismo año, en la Catedral de Cali, a manos del arzobispo Alberto Uribe Urdaneta.
El 23 de diciembre de 1983, el papa Juan Pablo II lo nombró segundo Obispo de Barrancabermeja. Tomó posesión del Obispado el 3 de marzo de 1984.

### Arzobispo de Ibagué
El 25 de marzo de 1993, el papa Juan Pablo II lo nombró 2° Arzobispo de Ibagué. Tomó posesión del Arzobispado, el 20 de mayo de 1993.
- Vicepresidente de la CEC (1996-1999).
- Delegado de la CEC en la IV Conferencia General del Episcopado Latinoamericano en Santo Domingo y elegido para participar en la asamblea especial para América del Sínodo de los Obispos en noviembre de 1997.

### Arzobispo de Cali
El 17 de agosto de 2002, el papa Juan Pablo II lo nombró 4° Arzobispo de Cali.
- Administrador Apostólico de Buenaventura (2004).

### Renuncia
El papa Benedicto XVI aceptó su renuncia, por motivos de salud, al gobierno pastoral de la Arquidiócesis el 18 de mayo de 2011, pasando a ser arzobispo emérito. 

## Fallecimiento
El 25 de febrero de 2021, tras haber sido diagnosticado con coronavirus, a la edad de 82 años, falleció en la UCI, del Centro Médico Imbanaco, de Cali, Colombia.
La misa fúnebre tuvo lugar el 27 de febrero a las 10 a. m. en la Catedral Metropolitana de Cali. Sus cenizas reposan en la cripta de los obispos de la Catedral Metropolitana de Cali.